# Phasme
Phasmida
Ordre
Les phasmes (Phasmida), plus rarement appelés phasmoptères (ou chéleutoptères), sont un ordre d'insectes néoptères dont la forme caractéristique peut faire penser à une branche (surnommés « phasmes-bâton »), à une feuille (surnommés « phasmes-feuilles »), à une tige épineuse (surnommés « phasmes-ronces ») ou encore à une écorce (surnommés « phasmes-écorce ») qui peut se mouvoir. De nombreuses espèces de phasmes étant inoffensives et d'élevage facile, on les retrouve fréquemment en milieu scolaire. Les phasmes y sont essentiellement élevés afin d'observer leur mimétisme, stratégie adaptative permettant de prendre conscience du processus d'évolution des espèces. Ils permettent par la même occasion d'étudier le cycle de vie de l'insecte. Les phasmes sont également utilisés comme animaux d'ornement voire comme nouvel animal de compagnie.

## Mode de vie
Les phasmes sont des insectes herbivores, se trouvant ainsi en bas de la chaîne alimentaire (on observe exceptionnellement des cas de cannibalisme en captivité en raison de la promiscuité des enceintes d'élevage). Leurs principaux prédateurs sont des oiseaux, de petits mammifères (lémuriens, certains rongeurs), des insectes (mantes religieuses, fourmis, punaises…) et des araignées.
Pour survivre, ils se fondent dans leur environnement en imitant à la perfection des brindilles (avec toutes leurs particularités : taille, nœuds, cicatrices des feuilles), des feuilles mortes ou vertes, voire des lichens. On parle dans ce cas d'homotypie et d'homochromie (respectivement « même forme, même couleur ») et ce type de mimétisme est à l'origine de son nom vernaculaire : le « Bâton du Diable ».
Ce camouflage est poussé jusque dans leur façon de se mouvoir, puisqu'ils se déplacent lentement, par à-coups, comme une branche ballottée par le vent. La plupart peuvent également rester parfaitement immobiles pendant des heures. Certaines espèces disposent en outre de moyens de défense, leurs glandes prothoraciques sécrétant alors diverses substances toxiques. Ces phasmes arborent parfois des couleurs aposématiques, ne se confondant pas dans l'environnement comme leurs cousins cités précédemment.
Le phasme se nourrit de plantes diverses selon sa situation géographique. En élevage, il se nourrit régulièrement de ronces, de lierre, de chêne, de fougères, etc.

## Reproduction

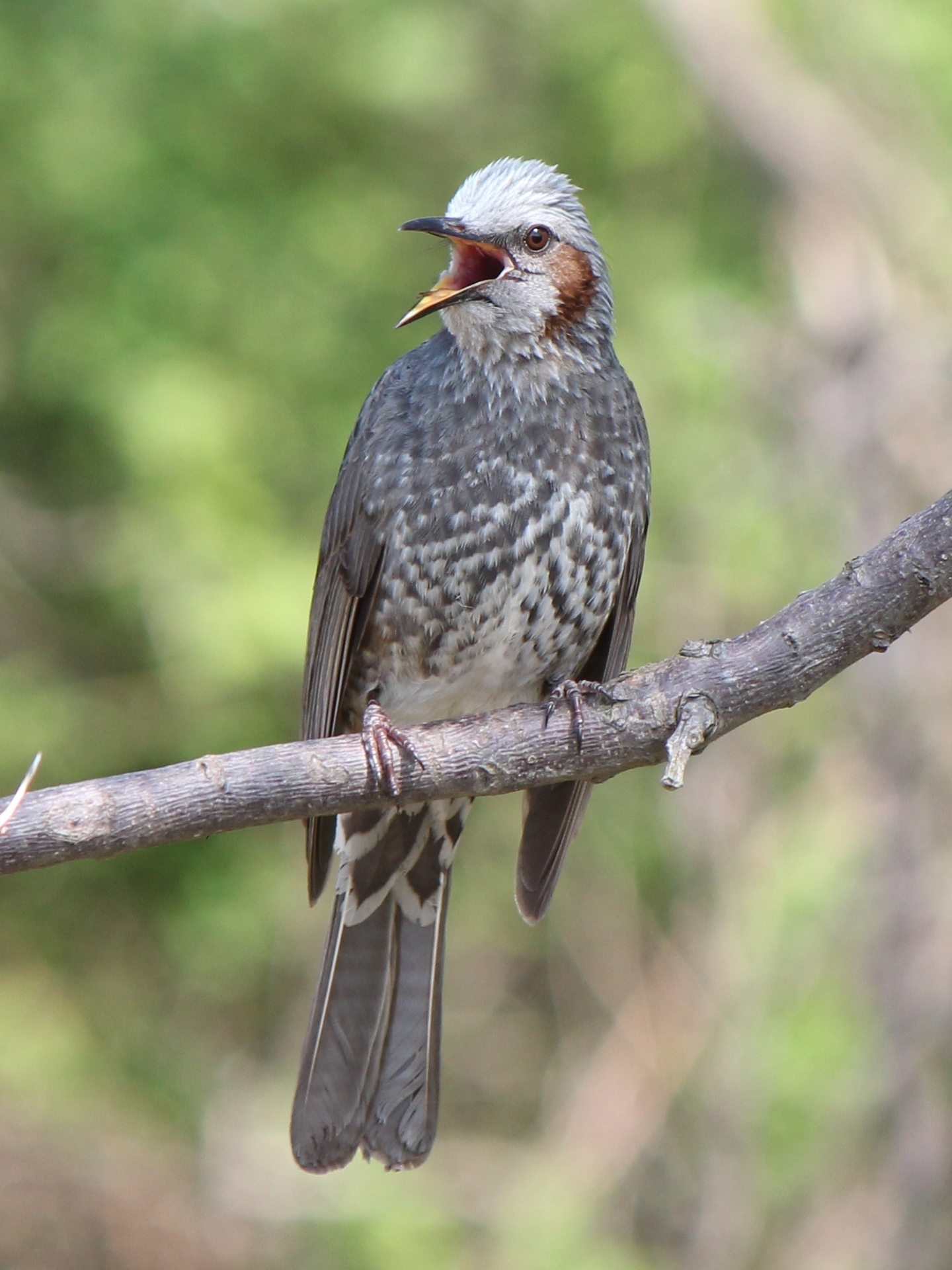
Cet oiseau insectivore (Bulbul à oreillons bruns) peut manger des phasmes, dont une partie des œufs survivront aux acides digestifs de l'oiseau. Ces œufs peuvent ainsi se faire transporter sur de longues distances et par exemple permettre à l'espèce de coloniser des îles

Les phasmes pondent des œufs de manière régulière à partir du moment où ils sont au stade adulte, c'est-à-dire au stade L7 (Les L représentent les mues, et pour le plus grand nombre de phasmes, la mue finale est le stade L7, la mue finale étant celle qui mène à l'âge adulte). Les femelles pondent en moyenne un à trois œufs par jour (fortement variable selon les espèces). La reproduction peut être sexuée, mais peut également se faire par parthénogenèse thélytoque, sans fécondation, ne donnant naissance qu'à des femelles. Ainsi, pour certaines espèces, aucun mâle n'a encore été trouvé, son inexistence étant possible. En élevage, la ponte se fait toute l'année.
Néanmoins, chez les phasmes, rien n’est simple et hormis la reproduction sexuée classique et la parthénogenèse thélytoque, l’étude du groupe Bacillus (Scali et al 2003) a montré l’existence de trois modes reproductifs supplémentaires que sont l’androgenèse (l’œuf ne contient que le génome mâle et on obtient des mâles et des femelles), la gynogenèse (pour ainsi dire quasiment l’inverse de l’androgenèse mais on n’obtient que des femelles) et l’hybridogenèse (mécanisme particulièrement complexe correspondant à des croisements naturels entre espèces proches).
On a récemment montré que les phasmes peuvent aussi disperser leurs œufs quand ils se font manger par des oiseaux. Les œufs de phasmes résistent à l'acidité du système digestif de certains insectivores qui peuvent ainsi les transporter sur de grandes distances puis les disperser dans leurs fientes. Des tests faits avec l'oiseau Bulbul à oreillons bruns, un insectivore courant dans l'est de l'Asie orientale, montrent que pour trois espèces de phasmes, de 5 % à 20 % des œufs survivent à la digestion. Deux œufs de Ramulus irregulariterdentatus ont éclos après être passés par le tube digestif,.

## Diagnose des phasmes
Les phasmes constituent un groupe qui, en plus des caractères communs aux taxons de rang supérieur, regroupe les caractères communs suivants :
- appareil buccal (mandibules) de type broyeur (herbivores), ce sont des phytophages ;
- jonction tête-thorax très marquée, avec une grande capacité articulaire de circumduction ;
- thorax divisé en trois parties (prothorax, mésothorax, métathorax) de manière distincte ;
- abdomen divisé en 10 segments ;
- jonction abdomen-thorax très peu mobile, chez certaines familles le premier segment abdominal est fusionné avec le métathorax ;
- présence d'une furca sur la partie ventrale du thorax ;
- 5 tarses, et 4 pour les Timematidae ;
- pattes de type marcheuse, généralement longues et grêles, mais ce n'est pas un caractère général (contre-exemple du genre Eurycantha) ;
- capacité d'autotomie (section réflexe d'une patte) et de régénération des membres au fil des mues durant les stades larvaires ;
- présence d'un organe pré-operculaire sur le 7e segment abdominal ;
- capacité de parthénogenèse (sauf quelques genres, par exemple Heteropteryx, Haaniella) ;
- ponte régulière (les œufs sont pondus jour après jour tout le long de la vie adulte, et non pondus tous en groupe) ;
- de manière générale, les phasmes sont un ordre d'insectes mimétiques, imitant la nature qui les environne. Ils peuvent ainsi ressembler à du lichen (Antongilia laciniata) ou du bois (Eurycantha spp.), des brindilles de bois vert ou brun (Clonopsis gallica, Phobaeticus chani) ou des feuilles (Phyllium spp.) ;
- ils ont un développement de type hétérométabole, et plus précisément paurométabole.

## Répartition
Ce taxon compte 3 100 espèces, son nom vernaculaire est « phasmes ». Environ trois cents espèces se trouvent actuellement en élevage (ou ont été élevées).
On trouve trois espèces sur le territoire français métropolitain, essentiellement dans la moitié sud du pays et le long du littoral atlantique :
- Clonopsis gallica : le phasme gaulois (moitié sud du pays jusqu'en Bretagne)
- Pyjinackeria masettii : le « Phasme espagnol » (midi méditerranéen) autrefois noté en France sous le nom Leptynia hispanica
- Bacillus rossius : le phasme de Rossi (midi méditerranéen)

La majorité des espèces présente une distribution tropicale et équatoriale (Asie, Amérique et Océanie). Ils sont plus rares en Afrique continentale.
On trouve notamment de nombreuses espèces dans les départements d'outre-mer, notamment en Guyane française.
Phobaeticus chani, la plus longue des espèces de ce groupe, vit dans la province de Guangxi, en Chine.

## Espèces actuelles et fossiles

### Classification des espèces actuelles
- N.B. En l’état actuel des connaissances, la classification proposée ici semble susceptible de modifications ; il n'est pas encore possible de présenter une classification phylogénétique actualisée.

L’ordre des Phasmatodea compte 3 taxons sous-ordinaux, le détail des familles et sous-familles est donné ci-dessous :
1. Sous-ordre des Agathemerodea
- - famille des Agathemeridae

2. Sous-ordre des Timematodea
- - famille des Timematidae
    - sous-famille des Timematinae

3. Sous-ordre des Verophasmatodea
- Infra-ordre des Anareolatae
  - famille des Diapheromeridae
    - sous-famille des Diapheromerinae
    - sous-famille des Lonchodinae
    - sous-famille des Necrosciinae
    - sous-famille des Pachymorphinae
    - sous-famille des Palophinae

  - famille des Phasmatidae
    - sous-famille des Cladomorphinae
    - sous-famille des Clitumninae (parfois incluse dans les Phasmatinae)
    - sous-famille des Eurycanthinae
    - sous-famille des Phasmatinae
    - sous-famille des Platycraninae
    - sous-famille des Tropidoderinae
    - sous-famille des Xeroderinae
- Infra-ordre des Areolatae
  - famille des Aschiphasmatidae
    - sous-famille des Aschiphasmatinae

  - *sous-famille des Korinninae
  - famille des Bacillidae
    - sous-famille des Bacillinae
    - sous-famille des Heteropteryginae
    - sous-famille des Pygirhynchinae

  - famille des Heteronemiidae
  - famille des Phylliidae
    - sous-famille des Phylliinae

  - famille des Pseudophasmatidae
    - sous-famille des Pseudophasmatinae

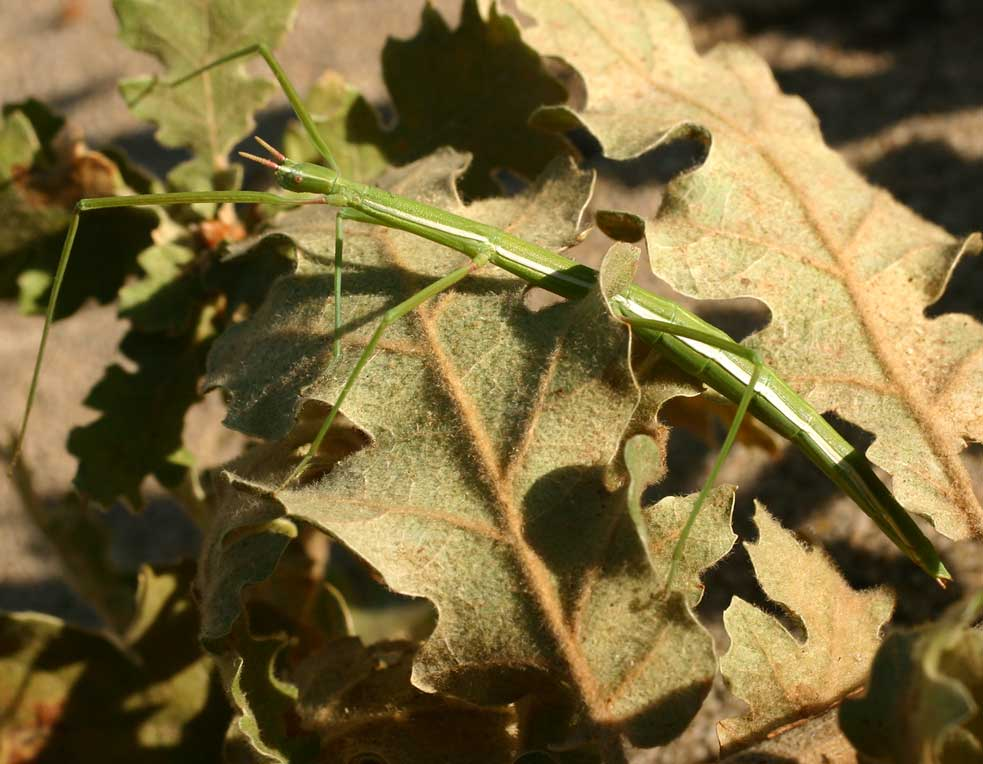
Clonopsis gallica (Phasme gaulois).
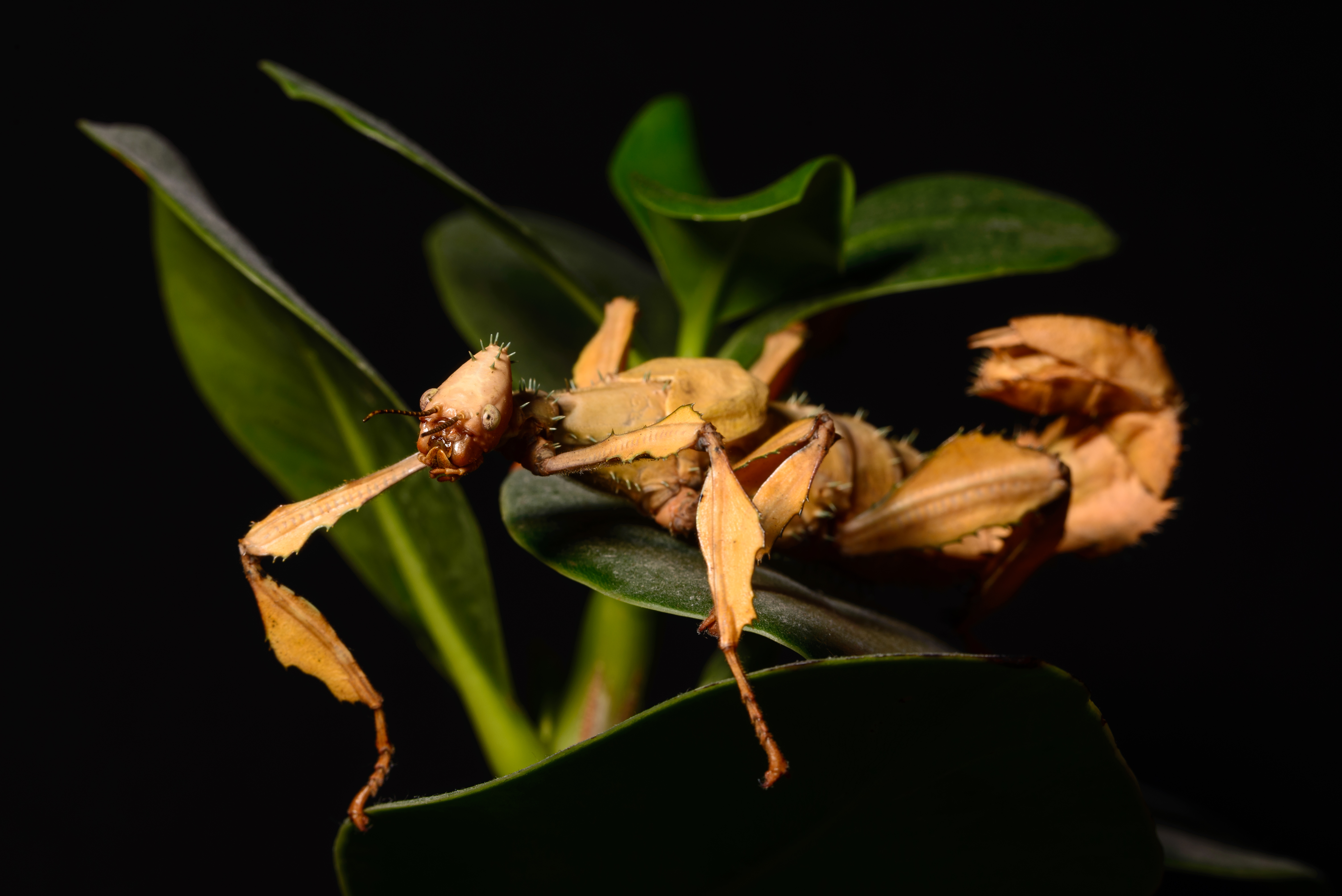
Extatosoma tiaratum - femelle.
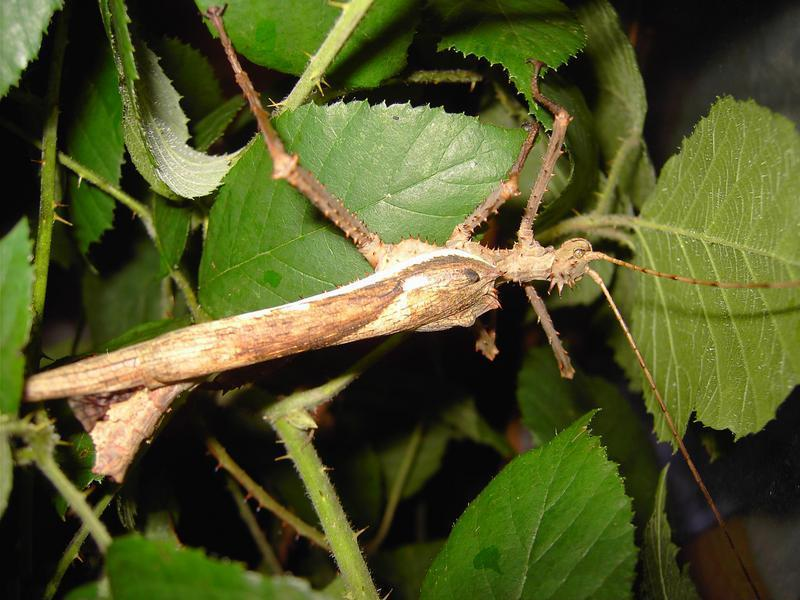
Heteropteryx dilatata - mâle.
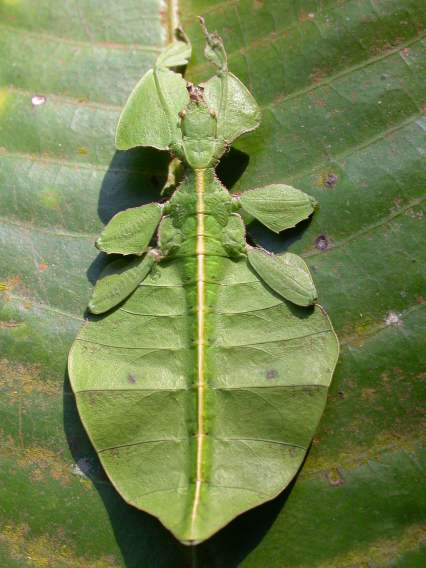
Phyllium celebicum - femelle.

### Registre fossile
Les fossiles de phasmes ont longtemps fait remonter l'ordre des Phosmida à 240 Ma (millions d'années). En 2021, une empreinte finement enregistrée sur un fragment de la boue d'un ancien ruisseau, découverte à Gonfaron dans le Var (région Provence-Alpes-Côte d'Azur, France), est plus ancienne d'environ 30 Ma. Nommé Phasmichnus radagasti, cet ichnofossile ressemble étroitement à Tropiderus childrenii, un phasme-feuille actuel de l'est de l'Australie.

## Élevage

### Présentation
L'élevage de phasmes est largement pratiqué dans le cadre des cours de SVT au sein des écoles et collèges et demeure associé au milieu scolaire. Toutefois, sauf exception, les élevages scolaires se limitent généralement aux espèces suivantes :
- le Phasme morose (Carausius morosus) ;
- le Phasme scorpion (Extatosoma tiaratum) ;
- le Phasme épineux marteleur (Aretaon asperrimus) ;
- la Phyllie des Philippines (Phyllium philippinicum (en)) ;
- le Phasme du Vietnam (Medauroidea extradentata).

Grâce à la possibilité d'en acquérir sur Internet, il est désormais de plus en accessible aux familles qui souhaitent proposer ce type d'activité éducative à leurs enfants.
Les phasmes sont de plus en plus fréquents en élevage chez les particuliers, si bien que certains les apparentent à des nouveaux animaux de compagnie (NAC), au même titre que les autres animaux de terrariophilie (arachnides, reptiles, et amphibiens). L'Europe reste le principal foyer d'élevage, surtout dans le Nord (Allemagne, Belgique, Pays-Bas).
On peut trouver en élevage 300 espèces différentes environ, et ce chiffre est en augmentation, de par l'introduction progressive de nouvelles espèces par des spécialistes. Beaucoup d'entre elles sont faciles d'élevage, séduisant chaque année de nouvelles personnes.

### Espèces présentes de manière courante en élevage
On peut noter, parmi les espèces les plus courantes ou les plus connues (il en manque beaucoup) :
- Acanthomenexenus polyacanthus (Dorhn, 1910)
- Acanthoxyla geisovii (Kaup, 1866)
- Acanthoxyla inermis Salmon, 1955
- Acanthoxyla intermedia Salmon, 1955
- Acanthoxyla prasina (Westwood, 1859)
- Achrioptera fallax Coquerel, 1861
- Achrioptera punctipes punctipes Audinet-Serville, 1838
- Acrophylla wuelfingi (Redtenbacher, 1908)
- Alienobostra brocki (Hausleithner, 1987)
- Anchiale maculata (Olivier, 1792)
- Anisacantha difformis Redtenbacher, 1906
- Anisomorpha buprestoides (Stoll, 1813)
- Anisomorpha ferruginea (Palisot de Beauvois, 1805)
- Anisomorpha paromalus Westwood, 1859
- Aretaon asperrimus (Redtenbacher, 1906)
- Bacillus atticus atticus Brunner, 1882
- Bacillus rossius rossius (Rossi, 1790)
- Bacteria aetolus Westwood, 1859
- Bacteria ferula (Fabricius, 1793)
- Baculofractum insigne (Brunner, 1907)
- Brasidas samarensis Rehn & Rehn, 1939
- Calynda coronata Carl, 1913
- Canachus alligator Redtenbacher, 1908
- Carausius abbreviatus (Brunner, 1907)
- Carausius alluaudi (Bolivar, 1895)
- Carausius chani (Hausleithner, 1991)
- Carausius morosus (de Sinéty, 1901)
- Carausius sanguineoligatus (Brunner, 1907)
- Carausius scotti Ferrière, 1912
- Caribbiophemora jamaicana Zompro, 2001
- Chondrotesthus woodfordi Kirby, 1896
- Clitarchus hookeri (White, 1846)
- Clonaria fritzschei (Zompro, 2000)
- Clonaria luethyi (Zompro, 2000)
- Clonopsis gallica (Charpentier, 1825)
- Cranidium gibbosum (Burmeister, 1838)
- Creoxylus spinosus (Fabricius, 1775)
- Cuniculina insignis (Wood-Mason, 1873)
- Dares ulula (Westwiid, 1859)
- Dares validispinus Stal, 1875
- Dares verrucosus Redtenbacher, 1906
- Diapheromera femorata (Say, 1824)
- Diapherodes jamaicensis (Drury, 1773)
- Dyme bifrons Stal, 1875
- Dyme rarospinosa Brunner, 1907
- Epidares nolimetangere (de Hann, 1842)
- Eurycantha calcarata Lucas, 1869
- Eurycantha coriacea Redtenbacher, 1908
- Eurycnema goliath (Gray, 1834)
- Eurycnema versirubra (Audinet-Serville, 1838)
- Extatosoma tiaratum tiaratum (Macleay, 1826)
- Haaniella dehaanii (Wetswood, 1859)
- Haaniella grayii (Westwood, 1859)
- Haaniella muelleri (de Haan, 1842)
- Haaniella scabra (Redtenbacher, 1906)
- Heteropteryx dilatata (Parkinson, 1798)
- Hemiplasta falcata (Redtenbacher, 1908)
- Lamponius guerini (Saussure, 1868)
- Lonchodes cultratolobatus
- Medauroidea extradentata
- Neohirasea maerens
- Oxyartes lamellatus
- Oxyartes spinipennis
- Oreophoetes peruana peruana P.S.G. no 84 (voir le chapitre #Le P.S.G. (Phasmid Study Group))
- Peruphasma schultei
- Phaenopharos herwaardeni
- Phaenopharos khaoyaiensis
- Phyllium giganteum
- Phyllium philippinicum
- Pseudophasma rufipes
- Ramulus sp. P.S.G. no 144
- Sipyloidea sipylus
- Sungaya inexpectata

### L'International Laboratory on Phasmid Experimentations
Initié par le Massachusetts Institute of Technology, l'ILPE est un laboratoire de recherche international (UMR_S 745) spécialisé en biotechnologies. Il expérimente notamment sur les corps connectés (wearable) et les objets connectés immersifs[réf. nécessaire].

### Le P.S.G. (Phasmid Study Group)
Le « Phasmid study group » regroupe environ 350 éleveurs amateurs et professionnels de la communauté de l'élevage de phasme à travers le monde.
L'attribution d'un numéro « P.S.G. », permet de différencier les espèces non identifiées. ex. : Ramulus sp. 144.
- Voir le site du P.S.G. (en)